# Luca Pacioli

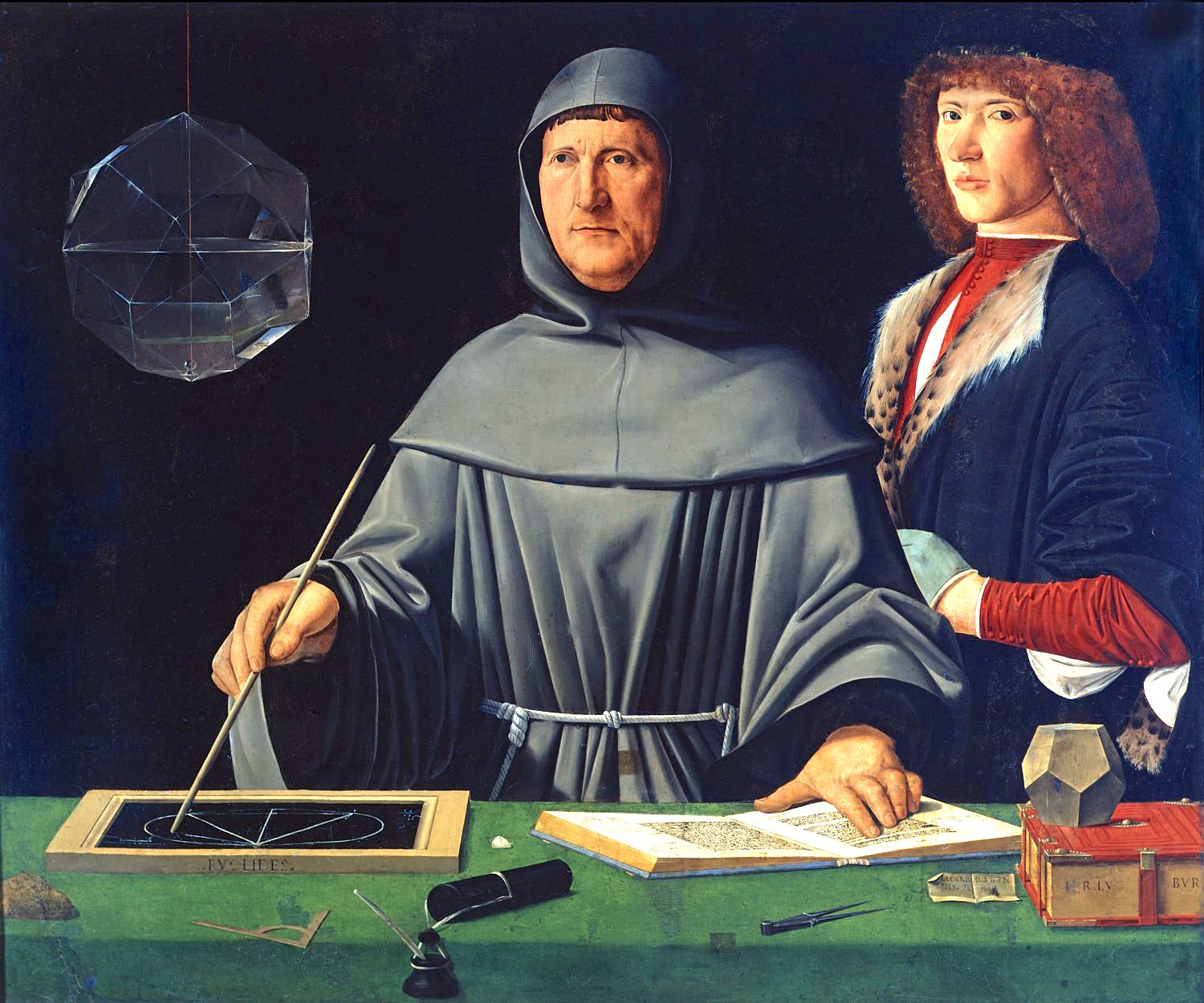
Porträt Luca Paciolis, gemalt von Jacopo de Barbari, 1495

500-Lire-Münze mit Porträt von Luca Pacioli (1994)

Luca Pacioli (* um 1445 in Borgo San Sepolcro, Toskana; † 1517 in Sansepolcro) war ein italienischer Mathematiker und Franziskaner. Bekannt ist er in den Wirtschaftswissenschaften, da er im Jahr 1494 als erster die doppelte Buchführung komplett beschrieb.

## Leben
Ab 1477 war Pacioli Professor in Perugia, Rom, Neapel, Pisa, Venedig, Mailand und Florenz. Er hat vermutlich mit Piero della Francesca Mathematik studiert. Nach dessen Tod 1492 besaß er mindestens zwei von dessen insgesamt drei mathematischen Schriften, die er in seinen eigenen Werken verarbeitete, vor allem den Traktat über den Abakus (wohl vor 1460 verfasst). Der jüngere Leonardo da Vinci erhielt von ihm Mathematikunterricht, war mit ihm befreundet und regte Pacioli an zu dessen 1509 verlegter Abhandlung über den Goldenen Schnitt, die auch von Leonardo da Vinci illustriert wurde. Er vertritt die These, dass die Perspektivität die Malerei zu einer mathematischen Disziplin wie die Musik mache. Die bekannte Darstellung da Vincis des Menschen in Quadrat und Kreis (homo ad quadratum et circulum) findet darin eine Deutung bezogen auf das Streben des (endlichen) Menschen nach Erkenntnis des (unendlichen) Gottes. Albrecht Dürer wurde durch das Werk beeinflusst. Der menschliche Körper, insbesondere die menschliche Hand, aber auch architektonische Harmonie und diejenige der Buchstaben römischer Inschriften gilt ihm als „göttliche Proportion“.
Paciolis Wirkung gründet sich vor allem auf sein Buch Summa de Arithmetica, Geometria, Proportioni et Proportionalità (1487 vollendet und 1494 in Venedig gedruckt, 2. Auflage 1523). Es bietet wenig eigenständige Ideen, aber bündelt das wichtigste mathematische Wissen, auf der Grundlage u. a. des Liber Abbaci von Leonardo Fibonacci, 1202, Überarbeitung 1228, das die Lösungen für Gleichungen erster und zweiter Ordnung von Al-Chwarizmi überliefert hatte, was aber bis zum Wiederaufgreifen durch Pacioli kaum bekannt war. Pacioli verarbeitet auch die Werke von Jordanus Nemorarius, 1236, und Johannes de Sacrobosco, 1256. Diese Kenntnisse wurden an den damaligen italienischen Abakus-Schulen für Kaufleute gelehrt. Das Buch enthält die erste geschlossene Darstellung der „Venezianischen Methode“ (doppelte Buchführung), wie sie zu diesem Zeitpunkt wahrscheinlich von den Venezianern und Medici verwendet wurde. Allerdings erwähnt er zugleich die Verwendung derselben in den Büchern der Finanzbeamten Genuas und ist, entgegen vielen Meinungen, nicht der Erfinder der doppelten Buchführung. Dieser ist vermutlich der aus Ragusa stammende Händler Benedetto Cotrugli. Das Buch wurde indes in viele Sprachen übersetzt und von anderen Autoren kopiert, was der doppelten Buchführung zu ihrem Durchbruch verhalf.

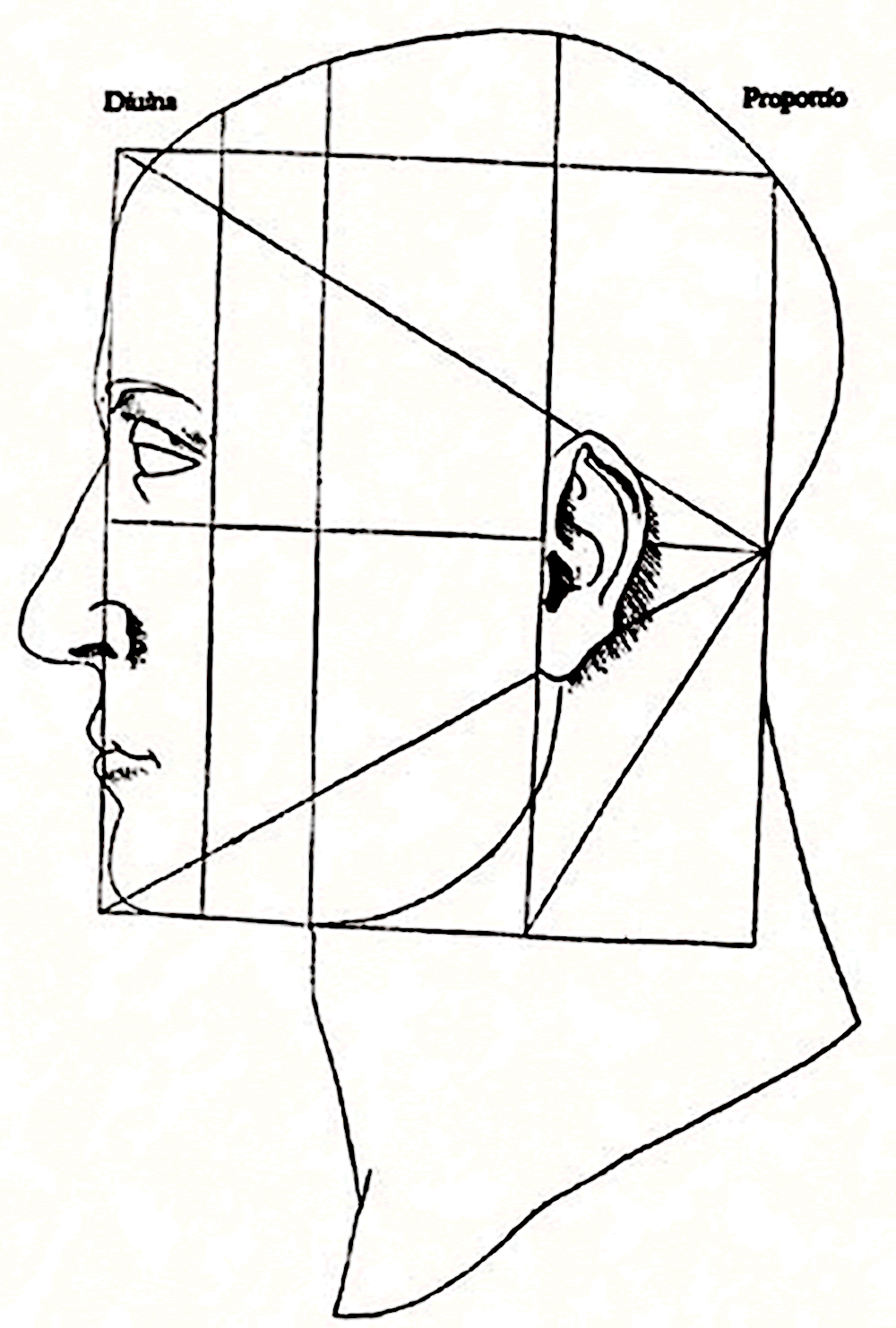
Eine Illustration von Leonardo da Vinci (1509) für das Werk De Divina Proportione von Luca Pacioli

Pacioli fand keine Lösung für kubische Gleichungen {\displaystyle (x^{3}+m\cdot x=n{\text{ oder }}x^{3}+n=m\cdot x)} und beschließt sein Werk mit der Behauptung, diese seien beim Stand der Wissenschaft so wenig allgemein lösbar wie die Quadratur des Kreises; es bestehe jedoch Anlass zur Hoffnung, dass zukünftig Lösungen gefunden würden. So war es in der Tat, auch durch diese Bemerkungen angeregt, und zwar zuerst bei den Lösungswegen, die Scipione del Ferro und Nicolo von Brescia („Tartaglia“ genannt) fanden. Auch diskutiert Pacioli das Teilungsproblem.
Um 1500 verfasste Pacioli, vermutlich zusammen mit Leonardo da Vinci, ein Buch über das Schachspiel, das in der Fachliteratur öfter zitiert wurde: De ludo scacchorum, genannt Schifanoia. Das berühmte Manuskript galt als verschollen, bis der Buchhistoriker Duilio Contin 2006 in der Bibliothek der Stiftung Palazzo Coronini Cronberg zu Görz das nunmehr einzige bekannte Exemplar entdeckte.
In einem Werk De viribus quantitatis sind neben mathematischen Scherzen und Tricks auch Erklärungen für Zaubertricks enthalten. Diese meist auf Ausnutzung von naturwissenschaftlichem Wissen basierenden Trickanleitungen gelten als älteste Schrift über Zauberkunst.
1509 publizierte er in Venedig auch eine verbesserte Textfassung von Johannes Campanus von Novaras Übersetzung von Euklids Elementen.

## Werke
- De divina proportione, Venedig 1509
- Summa de arithmetica, geometria, proportioni et proportionalità, Venedig 1494 (Nachdruck hrsg. von Enrico Giusti, Abrizzi, Venedig 1994, ISBN 88-317-6008-4)
- De viribus quantitatis, 1508 (erste bedeutende Sammlung mathematischer Rätsel und Tricks)
- De ludo scacchorum detto Schifanoia, Manuskript. Facsimile-Reprint: Aboca Museum di Sansepolcro, 2007

## Ausgaben und Übersetzungen
- Giuseppina Masotti Biggiogero (Hrsg.): De divina proportione (= Fontes ambrosiani, Band 31). Scriptorium, Sassari 1998; englische Übersetzung: Divine Proportion, Norwalk, CT 2001; italienische Übersetzung von Andrea Masini in: Arnaldo Bruschi u. a. (Hrsg.): Scritti rinascimentali di architettura, Mailand 1978, S. 23–244.
- Augusto Marinoni, Maria Garlaschi Peirani (Hrsg.): Luca Pacioli: De viribus quantitatis. Ente Raccolta Vinciana, Milano 1997